# Fraturamento hidráulico

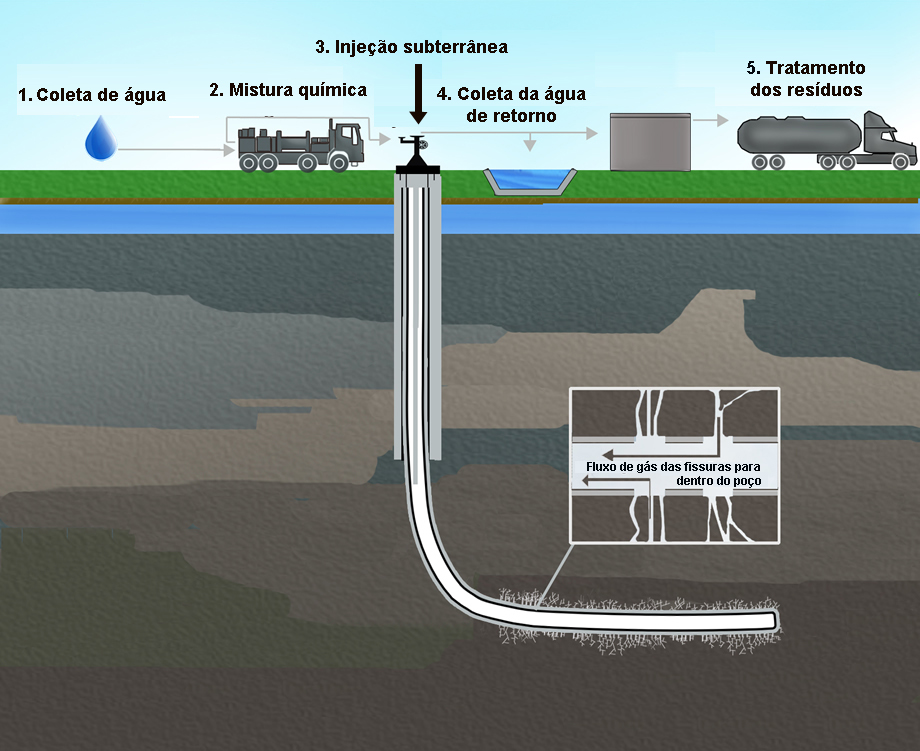
Descrição do processo de fraturamento hidráulico e das atividades relacionadas

O fraturamento hidráulico é um método que possibilita a extração de combustíveis líquidos e gasosos do subsolo. Também é denominado fratura hidráulica, estimulação hidráulica ou pelo termo da língua inglesa fracking. O fracking é também utilizado na produção de energia geotérmica com o objectivo de aumentar a recuperação de fluidos quentes que são posteriormente usados na produção de calor ou eletricidade.
O procedimento consiste na injecção a alta pressão de uma mistura de água, propante (areia ou outros material equivalente) e diversos produtos químicos, com objectivo de ampliar de forma controlada as fraturas e fissuras existentes no substrato rochoso que encerra petróleo e gás natural, normalmente menores que 1mm, permitindo sua saída para a superfície. Este método pode ser usado em poços verticais, inclinados ou horizontais. É, aliás, nos poços horizontais que a recuperação é mais eficaz, pois permite extrair mais óleo e/ou gás.
Estima-se que em 2010 esta técnica estava presente em 60% dos poços de extração em atividade. Devido ao aumento no preço dos combustíveis fósseis, na época, e ao aumento da eficácia do fracking, esta técnica se tornou economicamente rentável e seu uso se ampliou nos últimos anos, em especial nos Estados Unidos. Ao longo de 2015, no entanto, houve uma expressiva queda no preço internacional do petróleo. Caso essa tendência de baixa se prolongue, a viabilidade do fraturamento hidráulico pode ser colocada em xeque.
Os defensores do fraturamento hidráulico argumentam sobre os benefícios econômicos das vastas quantidades de hidrocarbonetos antes inacessíveis que esta técnica permite agora extrair. Seus opositores assinalam seu impacto ambiental, que inclui a potencial contaminação de aquíferos, consumo de água elevado, poluição do ar, poluição sonora, migração dos gases e produtos químicos empregados para a superfície, contaminação da superfície devido a derramamentos, e os possíveis efeitos nocivos à saúde resultantes disto. Ocorrem também casos de aumento da atividade sísmica, em sua maioria associados ao descarte e à injeção profunda de fluidos durante o fracking.
Por esses motivos, o fraturamento hidráulico tem gerado grande controvérsia internacional, sendo estimulado em alguns países enquanto outros impõem moratórias a seu uso ou o tem proibido. Países como o Reino Unido recentemente suspenderam sua proibição, optando pela regulamentação em vez da proibição total. A União Europeia iniciou a regulamentação do fraturamento hidráulico.
Apesar das visões positivas, que têm sido intensamente divulgadas pelas companhias de exploração, alegando que os riscos são pequenos e os benefícios são maiores, já existe um amplo consenso científico de que o fraturamento hidráulico oferece grandes riscos ao ambiente e à saúde humana, e os protestos contra seu emprego têm crescido em todo o mundo. Muitos pesquisadores apontam também que o conhecimento sobre o assunto ainda é incompleto, especialmente sobre seus verdadeiros impactos, sistematicamente dissimulados pelo empresariado e grupos de pressão política associados. A regulamentação ainda é precária ou ineficiente na maioria dos países que empregam esta técnica, as companhias em muitos lugares gozam de isenções ambientais e incentivos fiscais extraordinários e trabalham protegidas por sigilo, e as instâncias oficiais tipicamente não conseguem controlar as operações em todas as instalações de exploração nem supervisionar adequadamente o manejo dos resíduos tóxicos. Ao mesmo tempo, um longo elenco de danos ambientais e sanitários localizados e sistêmicos já foi solidamente documentado, confrontando as alegações de que o processo é suficientemente seguro.

## História

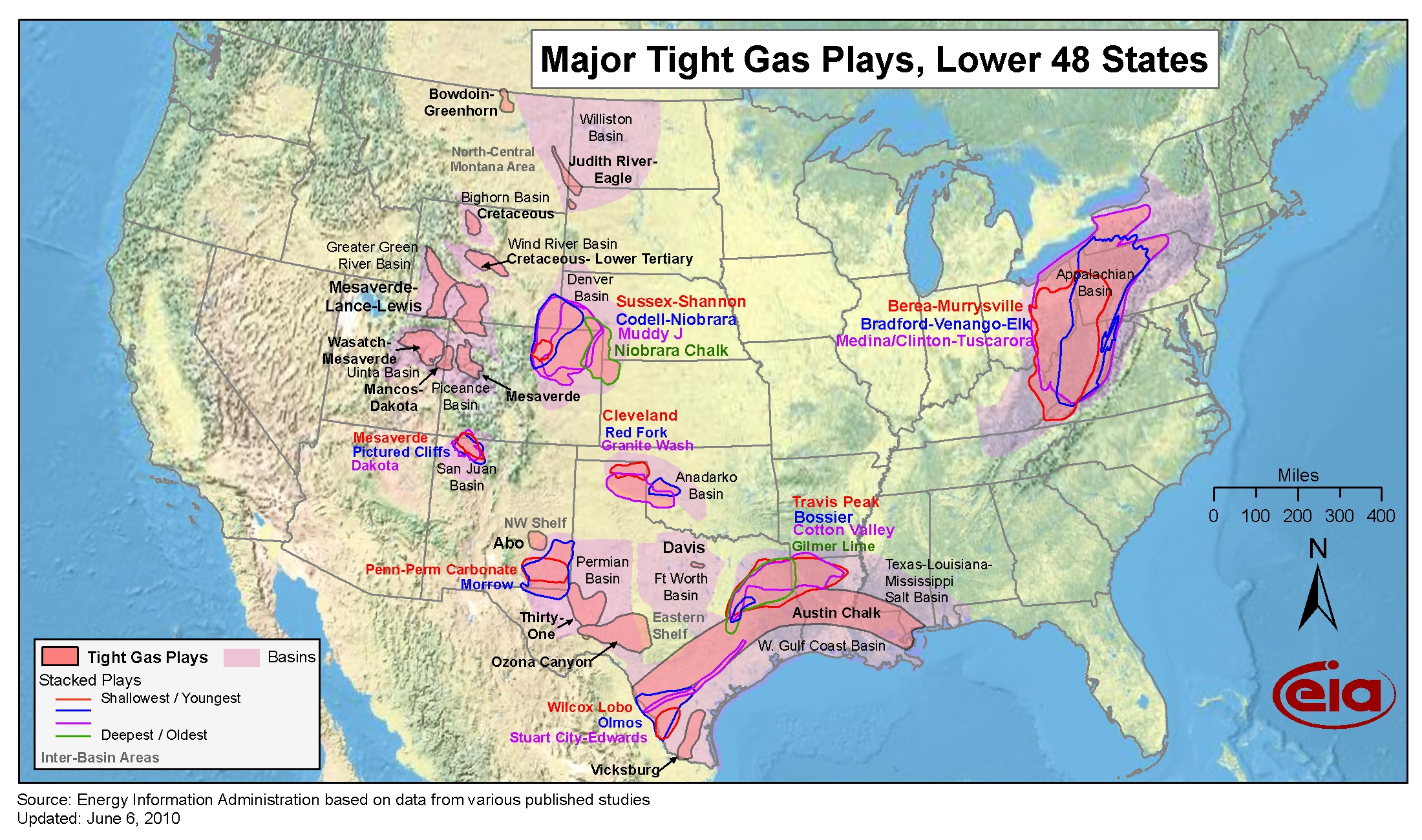
Principais reservas de gás natural nos Estados Unidos.

Injeções no subsolo para facilitar a extração de petróleo remontam a 1860, na Costa Leste dos Estados Unidos, utilizando nitroglicerina. Em 1930, ácidos passaram a ser usados no lugar dos explosivos, e em 1947, estudou-se pela primeira vez, a possibilidade de usar água. Este método foi aplicado em escala industrial em 1949 pela empresa Stanolind Oil.
Nos EUA, estima-se que o uso generalizado deste método ampliou as reservas de gás em 47% em quatro anos e em 11% a estimativa de existência de petróleo. Além disso, no país foram criados, graças aos óleos não convencionais (petróleo de xisto) extraídos através do fraturamento hidráulico, 2,1 milhões de empregos, injetando 283 bilhões de dólares em sua economia. Também, segundo informes, criaram-se 3,3 milhões de novos empregos e somará 468 bilhões de dólares ao crescimento dos EUA até o fim da década.
Estes informes e projeções otimistas contrastam com as críticas de curto e médio prazo dos grupos ambientalistas que alegam ser irreversível o impacto ambiental na contaminação de aquíferos e outros parâmetros ambientais trarão um custo muito superior. Até 2010, calcula-se que foram realizados 2,5 milhões de fraturamentos hidráulicos em todo o mundo. Além disso, a lucratividade do processo é questionada. Tipicamente um poço produz bem nos seus período inicial, mas após cerca de três anos a produtividade cai para 50%, obrigando à abertura contínua de novas perfurações.

## Substâncias usadas no processo
Com a água adiciona-se uma certa quantidade de areia para evitar que as fraturas se fechem com a interrupção do bombeamento, e também adiciona-se aditivos cuja função é abrir vias para a extração do gás de xisto, evitar a contaminação do gás e do petróleo de xisto e a corrosão, manter espaço aberto e preservar o óleo evitando sua degradação durante o processo, entre outras funções. Entretanto só em 2002 combinou-se o uso de água tratada com aditivos químicos que reduzem a fricção com a perfuração horizontal e a fratura em várias etapas.
Segundo a indústria do fracking, os componentes injetados "são compostos de 99,51% de água e 0,49% de aditivos", e segundo seus críticos "os compostos equivalem a 2% do volume destes fluidos". São estes aditivos que causam mais polêmica, pois seus críticos afirmam que incluem substâncias tóxicas, alergênicas e cancerígenas, tornando o subsolo irrecuperável. Os defensores do método não negam a existência de toxicidade destes compostos, mas asseguram que estes elementos podem ser encontrados também em produtos de uso doméstico como produtos de limpeza, medicamentos, removedores de maquiagem e plásticos. Parece haver consenso que entre 15% a 80% do material injetado é recuperado.
A composição do material injetado varia de acordo com o tipo de fraturamento desejado, das condições específicas do poço e das características da água. Tipicamente o fraturamento emprega entre 3 e 12 substâncias químicas diferentes, mas um levantamento realizado pela Universidade de Yale listou cerca de mil compostos químicos. Embora exista grande diversidade de compostos pouco convencionais, entre as sustâncias mais usadas encontram-se:
- Ácidos: ácido clorídrico e ácido acético são usados nas etapas que antecedem o fraturamento para limpar as perfurações e iniciar as fissuras nas rochas.[32]
- Cloreto de sódio (sal): atrasa a pausa das cadeias poliméricas do gel.[32]
- Poliacrilamida e outros compostos redutores de fricção: reduzem a turbulência no fluxo do fluido, atenuando a fricção no duto, permitindo que as bombas injetem fluido a uma maior velocidade sem pressão exagerada na superfície.[32]
- Etilenoglicol: previne a formação de incrustações nos dutos.[32]
- Sais de boro: utilizados para manter a viscosidade do fluido a altas temperaturas.[32]
- Carbonatos de sódio potássio: utilizados para manter a efetividade das reticulações (cadeias interpoliméricas).[32]
- Glutaraldeído: usado como desinfetante da água para a eliminação de bactérias.[32]
- Guar e outros agentes solúveis em água: incrementa a viscosidade do fluido de fraturamento permitindo a distribuição mais eficaz dos aditivos pela formação rochosa.[32][33]
- Ácido cítrico: utilizado para prevenir a corrosão.
- Isopropanol: incrementa a viscosidade do fluido de fraturamento.[32]

A substância mais usada na instalações de fracking dos Estados Unidos entre 2005 e 2009 foi o metanol, outros produtos amplamente usados foram álcool isopropílico, 2-butoxietanol e etilenoglicol.
Nos EUA, em torno de 750 compostos químicos são usados como aditivos no fracking, segundo um informe do Congresso dos Estados Unidos publicado em 2011, que foi mantido em segredo por "razões comerciais." Diversos componentes dos aditivos, como listado pelo departamento de conservação ambiental de Nova York, são cancerígenos.

## Impactos ambientais

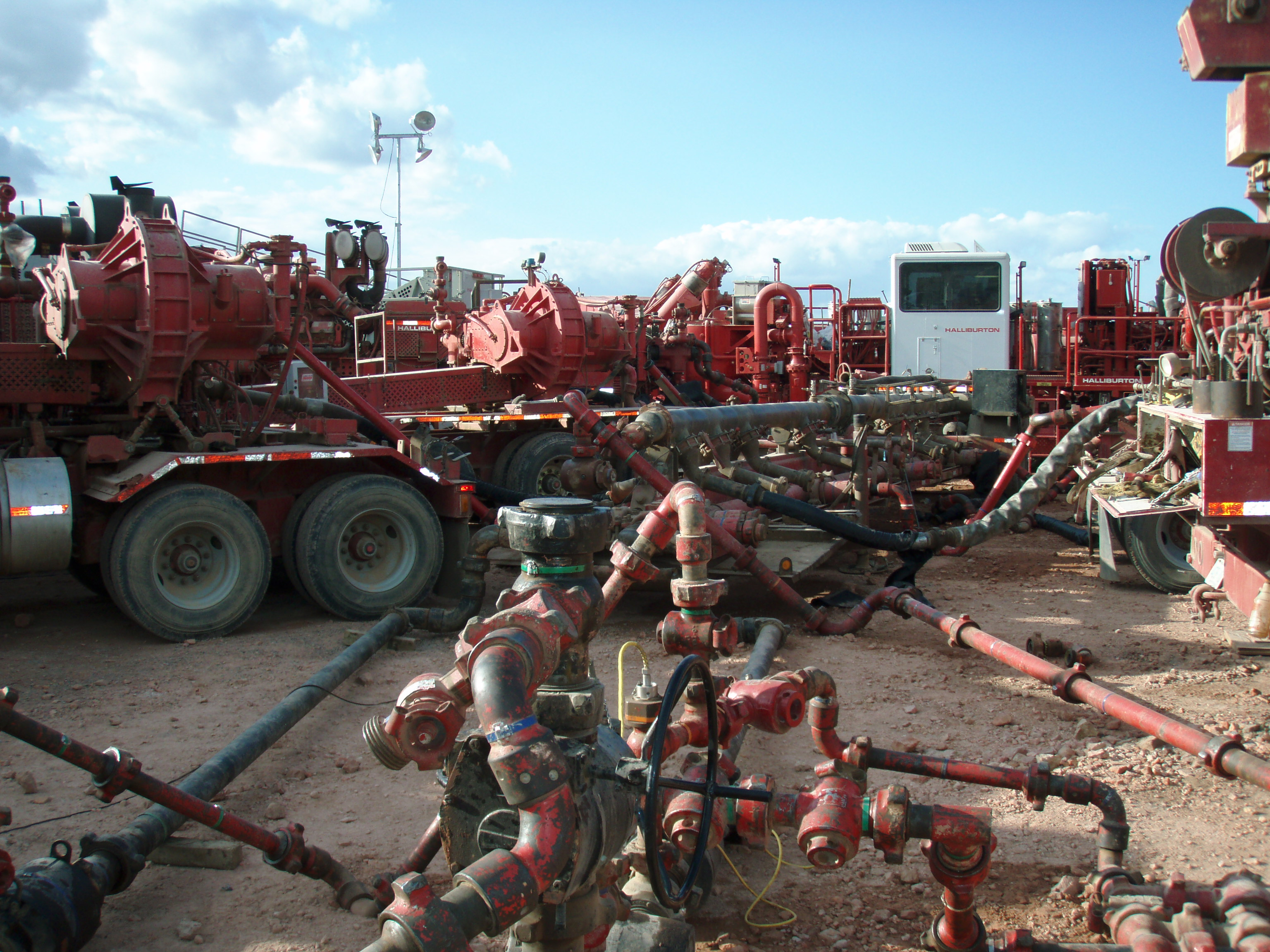
Poço de fracking da empresa Halliburton na reserva de gás natural conhecida como formação Bakken (Dakota do Norte, EUA).

Existe uma grande preocupação ambiental acerca das técnicas de fraturamento hidráulico, devido ao risco de contaminação de aquíferos, emissão de poluentes que afetem a qualidade do ar, a possibilidade de migração para a superfície de gases e substâncias empregadas no processo, risco de vazamentos ou acidentes resultantes da má gestão de resíduos e falhas técnicas/operacionais, e os efeitos na saúde da população residente no entorno, dentre os quais o câncer. As empresas que usam o fraturamento alegam que tudo isto pode ser controlado por meio de procedimentos de segurança como o uso de selantes adequados e cimento para isolar os aquíferos e tratamento da água para seu reúso pelos poços de extração.
Porém, apesar dessas declarações, evidências em contrário têm se avolumado, a polêmica é grande, e estima-se que a exposição aos componentes químicos do fracking aumentará, a curto prazo, como resultado da multiplicação dos poços que empregam esta tecnologia. Além disso, as empresas de extração resistem em revelar quais substâncias são utilizadas, e muitas vezes há sonegação de informações sobre os impactos negativos do método por parte de governos e corporações.

### Contaminação da água, ar e solo

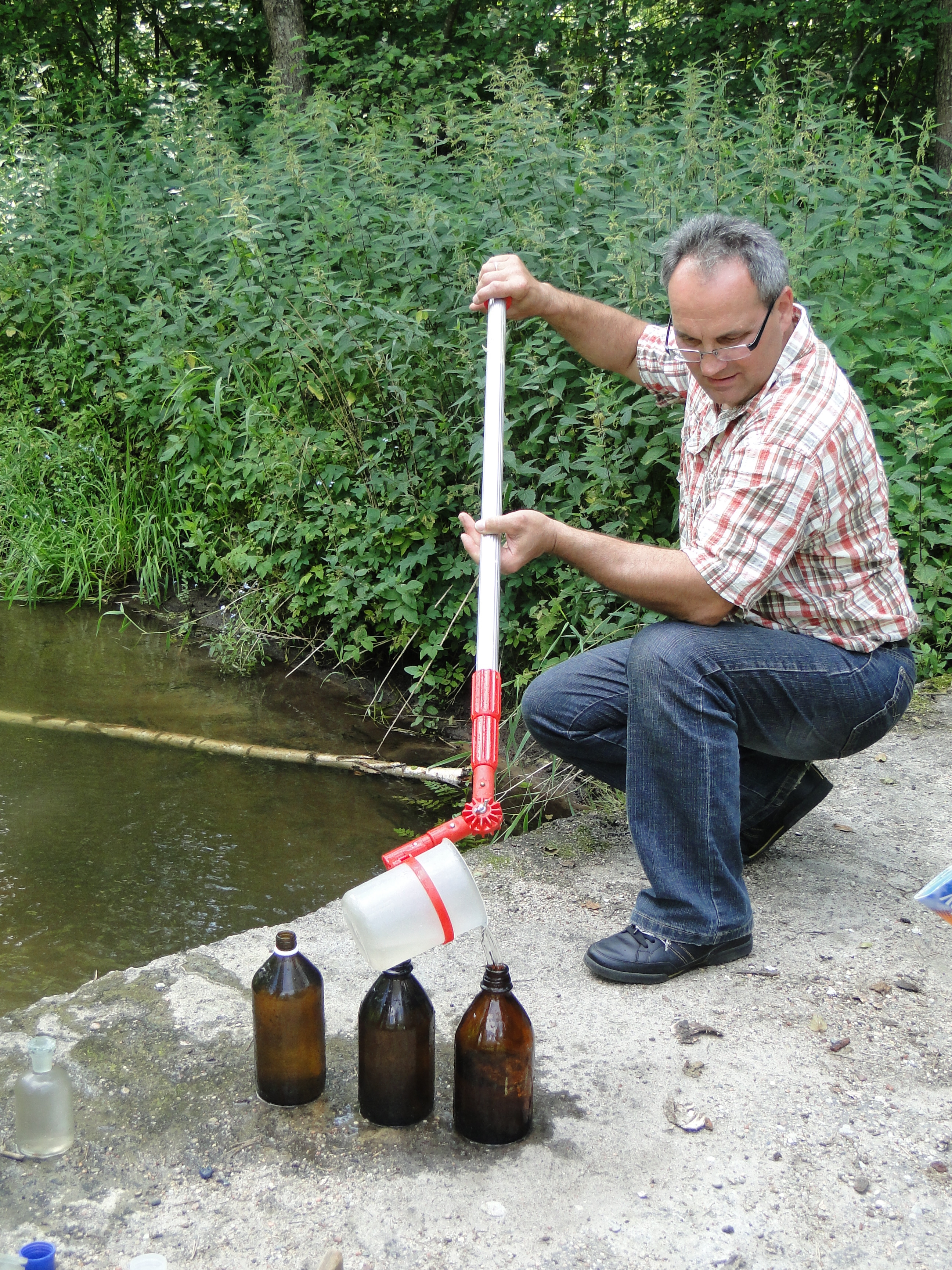
Análise da água usada no fraturamento em um poço na Polônia

A Agência de Proteção Ambiental dos Estados Unidos (EPA) elaborou um relatório que associa o fraturamento hidráulico com a contaminação de águas no estado de Wyoming. Cabe destacar que nesta região, a formação de hidrocarbonetos encontra-se a 372 m de profundidade, enquanto que os aquíferos estão a 244 m.
Em 2009, a associação norte-americana de fornecedores de gás natural (NGSA) afirmou que não existia confirmação de nenhum caso de contaminação de aquíferos. Um estudo do Instituto de Energia da Universidade do Texas em Austin do Dr. Charles Groat, da Universidade do Texas, defende a tese da NGSA. Entretanto, no fim de 2012 foi questionado por conflito de interesses ao revelar-se que o professor trabalhava para uma empresa de perfuração durante a elaboração e publicação do estudo. Após, o professor demitiu-se da universidade.
Um relatório emitido em Junho de 2011 pela comissão de meio ambiente, saúde pública e segurança alimentar do Parlamento Europeu, conclui que com o fraturamento hidráulico é produzida uma "emissão de poluentes para a atmosfera, contaminação das águas subterrâneas provocada pelo fluxo de fluidos e gases, fugas de líquidos de fraturamento e derrames de águas residuais, assim como o uso de mais de 600 produtos químicos para liberar o gás natural." Outro relatório, publicado em 2016 pela organização Environment America em parceria com o Frontier Group, tratando da situação nos Estados Unidos, afirmou que "desde a década passada o fraturamento hidráulico tem representado um pesadelo para nossa água potável, nossos espaços abertos e nosso clima". Neste país somente no ano de 2014 foram usados cerca de 15 bilhões de galões de água para as perfurações. Esta água dificilmente pode ser reutilizada, pois recebe várias substâncias tóxicas para ser efetiva nas operações, incluindo ácido hipoclorídrico, destilados de petróleo, metanol e mais 157 outros compostos que são documentadamente perniciosos para a saúde humana, além de outras 781 substâncias identificadas pela Universidade de Yale, cuja toxicidade é desconhecida. Autoridades oficiais da Pensilvânia documentaram pelo menos 260 casos de contaminação de água pelo fraturamento desde 2005, e provavelmente este número representa apenas uma fração do total real, uma vez de mais de 2.300 denúncias não foram analisadas. O grande volume de água exigido pela perfuração por si mesmo ameaça o suprimento de água para consumo humano.
A contaminação do solo pelos produtos químicos usados aumentou em cerca de 5.100% nos últimos dez anos, já que parte das águas injetadas no subsolo retorna à superfície impregnada de uma série de substâncias químicas, que vazam e se depositam no entorno dos poços ou não são tratadas como deveriam, podendo também atingir e poluir mananciais de água superficiais como rios e lagos.

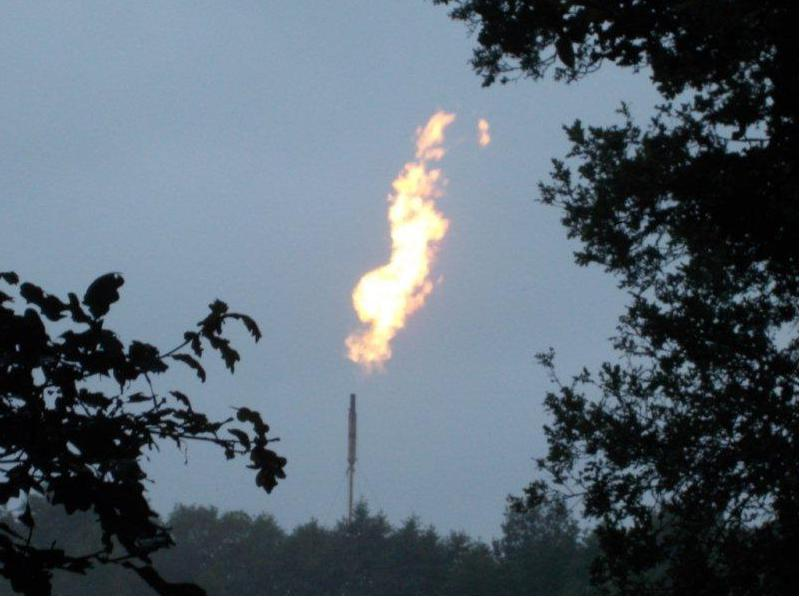
Queima de gases excedentes em um campo de Söhlingen, Alemanha

Há robusta evidência de que a poluição do ar é um subproduto importante do fraturamento hidráulico, referindo-se concentrações aumentadas de partículas de óleo diesel, metano, sulfito de hidrogênio, óxido de nitrogênio, benzeno, tolueno, etilbenzeno, xileno, ozônio, hidrocarbonetos e outras substâncias tóxicas nas proximidades de poços de exploração, produzidas pelo maquinário empregado, sistemas de desidratação e condensação e outros processos. Esses químicos são associados ao aumento na incidência nessas regiões de uma série de doenças cardíacas, respiratórias, genéticas, alérgicas, imunológicas, sanguíneas e nervosas, entre outras. No nordeste do estado de Utah, por exemplo, onde há grande concentração de poços, uma pesquisa revelou que o total anual de emissões de poluentes aéreos derivados dos campos de exploração equivalia à fumaça produzida por 100 milhões de automóveis. Carregados pelos ventos, esses poluentes podem afetar regiões muito distantes da área de emissão. Também é relatado o impacto negativo sobre a saúde da areia utilizada no fraturamento, que é dispersa pelo vento e pode causar câncer e problemas respiratórios.
Vários gases emitidos pelo processo de fraturamento são gases estufa, agravando o problema do aquecimento global. Neste sentido, e numa perspectiva mais ampla, questiona-se também a lógica de se continuar a desenvolver novas maneiras, como o fraturamento, de explorar os combustíveis fósseis, quando já foi amplamente documentado que eles são a maior causa das mudanças climáticas ora em curso, que estão afetando todo o mundo e segundo as melhores previsões devem se agravar e levar o planeta a uma crise climática, ambiental e social de proporções catastróficas se a sociedade persistir neste caminho e não transformar rapidamente o seu modelo de economia, produção e consumo para um que seja sustentável e use energia limpa. O IPCC, a maior autoridade em aquecimento global, recomendou em seu último relatório que o consumo e a lucratividade dos combustíveis fósseis sejam decididamente desestimulados.

### Ocupação de terras
Outra repercussão da extração de gás de xisto é o alto índice de ocupação de terras. Esta situação, segundo empresas e pessoas favoráveis ao fraturamento hidráulico, não é causa de grandes inconvenientes, já que a maior parte das extrações são realizadas em áreas pouco habitadas e quando os poços entram em operação, resta na superfície uma reduzida quantidade de tubulação. Pesquisas científicas, contudo, afirmam o contrário. Para cada poço aberto tipicamente são limpos vários acres de terra no entorno. Desta forma, grandes áreas de campos e florestas têm sido desmatadas e substituídas por plataformas de perfuração, áreas de estacionamento e manobra de caminhões, instalações de processamento e transporte de gás, estradas de acesso, tubulações, reservatórios, depósitos e outras instalações necessárias para a exploração, destruindo ecossistemas naturais e fragmentando ambientes antes intocados, prejudicando de maneira substancial a biodiversidade desses locais. Uma pesquisa indicou que as infraestruturas construídas para o fraturamento hidráulico já causaram danos a 679 mil acres de terras e florestas somente nos Estados Unidos. Neste país a recuperação das áreas degradadas muitas vezes está incluída como uma obrigação nos contratos, mas na realidade ela poucas vezes é efetivada e os danos ambientais se tornam permanentes.
A remoção da vegetação de cobertura deixa os terrenos expostos também à erosão e à perda de fertilidade, induz a um declínio na abundância das fontes de água e pode produzir alterações no clima local dessas regiões. A terra erodida pode acabar sendo levada para leitos fluviais, provocando seu assoreamento. Além disso, os solos frequentemente se tornam contaminados por uma série de químicos usados no processo. Em muitos casos a terra se degrada em caráter permanente e se torna imprópria para qualquer outro uso produtivo. Mudanças tão significativas na paisagem dessas regiões podem suscitar ainda danos culturais e o surgimento de conflitos sociais.

### Metano
Um estudo do Instituto de Tecnologia de Massachusetts, de 2011, encontrou evidências da migração de gás metano para aquíferos em algumas áreas, certamente por culpa de procedimentos incorretos, como má selagem dos dutos ou uso de cimento de baixa qualidade. Estudos do Departamento de Saúde Pública da Universidade do Colorado e da Universidade Duke também apontam a contaminação por metano proveniente dos processos de fracking. A contaminação de aquíferos por metano tem efeitos adversos sobre a qualidade da água, e em casos extremos pode causar explosões. Outra das acusações, baseada num relatório da Universidade Cornell, a qual assegura que este método aumenta a concentração de gases do efeito estufa, incluindo aumento de carbono.

### Indução de atividade sísmica

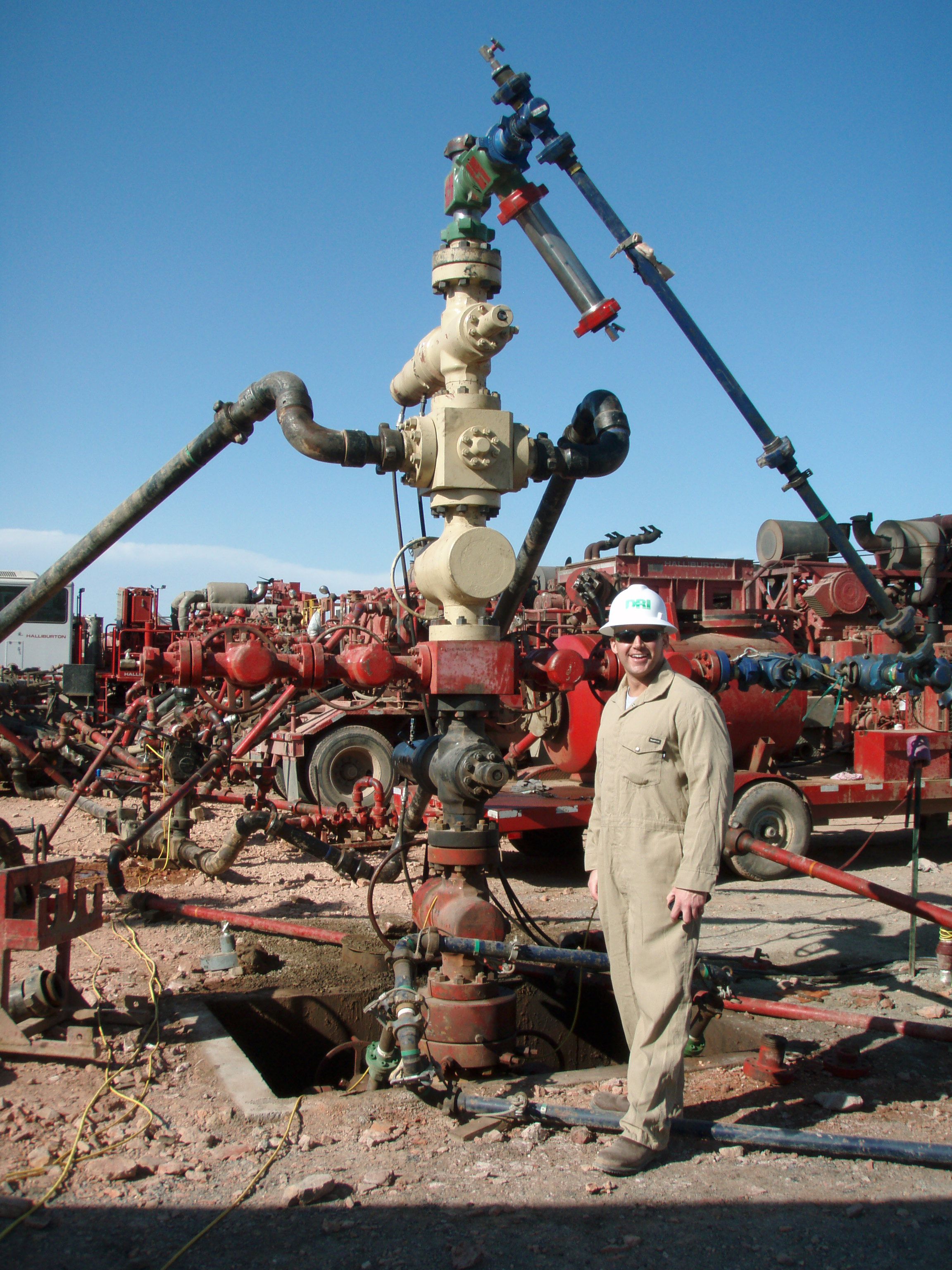
Cabeça de um poço de fracking por onde os fluidos são injetados no subsolo

Habitualmente a injeção de água no subsolo provoca micro-sismos, demasiado suaves para ser detectados exceto por aparelhagem de precisão, mas às vezes desencadeia tremores maiores que podem ser sentidos pelas populações locais. Por vezes, estes eventos são aproveitados para obter um registro vertical e horizontal da extensão da fratura. Um relatório do Reino Unido concluiu que o fraturamento hidráulico era, muito provavelmente, causador de pequenos tremores (de 1,4 a 2,3 na escala Richter) ocorridos durante práticas de fracking em Abril e Maio de 2011. Estes tremores foram sentidos pela população local. Devido a estes eventos, o aumento da atividade sísmica encontra-se entre os efeitos mais associados ao fraturamento hidráulico pela opinião pública no Reino Unido.
Embora as magnitudes destes tremores sejam em geral pequenas, menores que o grau 3 na escala Richter, o Serviço Geológico dos Estados Unidos informou que não existem garantias de que tremores maiores não possam ocorrer, e de fato não apenas já ocorreram como têm se tornado mais frequentes. Em 2009 ocorreram 50 terremotos com magnitude superior a 3 nos estados do Alabama e Montana, enquanto que em 2010 ocorreram 87. Em 2011 ocorreram 134 tremores na mesma área, um aumento de 6 vezes em comparação aos níveis do século XX. Vários terremotos em 2011 em Youngstown (Ohio), incluindo um de magnitude 4, estiveram provavelmente relacionados com a injeção de água do processo de fracking, de acordo com sismólogos da Universidade Columbia. A região entre o norte do Texas, Nebraska, Kansas e Oklahoma experimentou entre 2009 e 2011 mais de 250 tremores, e a grande maioria das ocorrências foram detectadas dentro um raio de duas milhas no entorno de um poço de exploração por fraturamento. Ao longo dos anos, a frequência de tremores nesta região tem quase dobrado a cada ano. Em 2011 três tremores, de magnitude 3,7, 3,9 e 4,3, de uma série de 11 que afetaram o norte do Texas no intervalo de 40 dias, numa região geologicamente estável, causaram abalos e danos em casas e outras estruturas. Há o receio de que tremores desta intensidade ou superior possam danificar as próprias instalações de exploração de petróleo e gás causando vazamentos e desastres ambientais de grande amplitude. As operações de fracking em poços de água salgada podem causar tremores de magnitude até 3,3.

### Radioatividade
Dependendo do tipo de solo perfurado, o fraturamento pode trazer partículas de urânio, rádio, rádon e tório das formações rochosas subterrâneas até a superfície. Já foram relatados muitos casos de contaminação radioativa nas águas residuais usadas no fraturamento, alguns de vastas proporções e com níveis de radioatividade centenas ou milhares de vezes superiores aos considerados seguros, com potencial impacto na saúde pública. Foi proposta a reciclagem destas águas, mas esta abordagem apresenta limitações e somente estações especialmente preparadas podem remover tal tipo de resíduo, o que não ocorre na maioria dos casos.

### Efeitos na saúde
Existe preocupação sobre os possíveis efeitos de curto e longo prazo na saúde devido à contaminação do ar e da água, assim como pela exposição à radioatividade de alguns elementos gerados durante a extração de gás mediante o fracking. As consequências para a saúde podem incluir esterilidade, malformação congênita e câncer, entre outros efeitos.
Um estudo publicado em 2012, concluiu que os esforços na prevenção de riscos deveria concentrar-se na redução da exposição das pessoas que vivem ou trabalham nas proximidades dos poços de perfuração as emissões contaminantes. Um estudo em Condado de Garfield (EUA), publicado na revista Endocrinology sugere que as operações de perfuração de gás natural empregam substâncias que podem resultar numa elevada atividade de disruptores endócrinos (alteradores do equilíbrio hormonal relacionados com infertilidade e câncer) na água superficial dos aquíferos afetados. A mais recente revisão da bibliografia, publicada em 2019, enfatizou que os riscos para a saúde são grandes e reais. Analisando mais de 1500 estudos publicados nos anos recentes, foi constatado que em 90% deles danos positivos e/ou danos potenciais foram documentados, não apenas para a saúde diretamente, mas também para o ambiente de modo geral.

## Controvérsias
Diante da preocupação expressa por ONGAs, como Ecologistas en acción, Friends of the Earth e Greenpeace, quanto aos possíveis riscos ambientais resultantes desta técnica, além do aumento nos tremores de terra, os compostos químicos poderiam contaminar tanto o solo quanto os aquíferos, a Royal Society afirmou, em 2012, que os riscos eram aceitáveis "sempre e quando são adotados os melhores procedimentos operacionais." A isto somaram-se três trabalhos científicos publicados em 2013 (dois deles pelo órgão oficial da associação nacional de aquíferos dos EUA, a revista Groundwater), que coincidiram em afirmar que a contaminação de águas subterrâneas devida ao fracking não é "fisicamente possível". Um deles afirma que: "os resultados de um novo estudo da revista Groundwater sugerem que as concentrações de metano encontradas em poços do Condado de Susquehanna na Pensilvânia são explicados não pela migração de gases da formação de gás de xisto Marcellus devido ao fracking, mas sim por fatores hidrogeológicos e topográficos".
A despeito dessas visões otimistas, os estudos têm se multiplicado nos últimos anos e o conhecimento sobre o assunto foi grandemente aprofundado, crescendo sem cessar as evidências de graves e extensos impactos reais sobre o ambiente e a saúde humana, bem como aumentam os protestos públicos contra esta prática. Alguns casos polêmicos são ilustrativos:

### Jackson County (Virgínia Ocidental, 1987)
Em 1987, a EPA (Agência de Proteção Ambiental dos Estados Unidos) divulgou informações que evidenciavam a migração dos fluidos usados no fracking num poço da Virgínia Ocidental. Descobriu-se que o poço, explorado pela Kaiser Exploration and Mining Company, tinha fissuras induzidas que possibilitaram a contaminação dos aquíferos próximos. O Instituto Americano do Petróleo aceitou que o fraturamento hidráulico havia causado a contaminação subterrânea, e a EPA considerou este caso como um exemplo dos riscos causados por esta técnica.

### Dimock (Pensilvânia, 2009)
Após uma explosão nesta localidade da Pensilvânia em 1 de Janeiro de 2009, foi iniciada uma investigação governamental. Esta revelou que a companhia Cabot Oil & Gas "havia permitido que o gás migrasse para as reservas de água da cidade". Foram detectados níveis inaceitáveis de arsênico, bário, ftalatos, etilenoglicol, manganês, metano e sódio. Em abril de 2010, a Pensilvânia proibiu a Cabot Oil & Gas de prosseguir com as atividades de extração em todo o estado até que ela se encarregasse da contaminação na água potável de 14 localidades de Dimock, resultante da atividade de seus poços. Compensações financeiras para os residentes afetados foram solicitadas para a empresa e, que esta proporcionasse um fornecimento alternativo de água potável até que sistemas de mitigação da contaminação fossem instalados.

### Pavillion (Wyoming, 2012)
As reclamações sobre a qualidade da água feitas pelos residentes das proximidades de um campo de poços na localidade de Pavillion (Wyoming) resultaram numa investigação da EPA, que relatou a detecção de metano e outra substâncias químicas usadas em fracking, alguns com níveis perigosos. Um rascunho do estudo afirmava que o impacto nas águas locais poderiam ser explicadas pelo fracking. O estudo indicava que a contaminação encontrada nos aquíferos de Pavillion é "tipicamente impossível ou muito custosa para mitigar ou corrigir."

### EPA (2015)
A EPA publicou em 2015 o rascunho de um estudo abrangente, sintetizando os resultados de mais de 950 trabalhos, e abriu um debate público chamando por revisões independentes. Entre suas conclusões mais importantes está a afirmação de que "não se encontrou evidências de que os mecanismos do fraturamento hidráulico tenham produzido impactos disseminados e sistêmicos sobre os recursos hídricos nos Estados Unidos". Contudo, esta conclusão despertou forte reação contrária, até mesmo de parte do Comitê de Consultoria Científica da própria EPA. Hugh MacMillan, pesquisador sênior da organização Food and Water Watch, disse que as declarações da EPA são políticas e carecem de base científica. 31 outros especialistas afirmaram que o relatório não é consistente com as observações e dados científicos, e alguns de seus autores foram denunciados por terem ligações com companhias de exploração. Bruce Honeyman, professor emérito da Colorado School of Mines, disse que os múltiplos relatórios sobre vazamentos de petróleo e outras substâncias poluentes deveriam bastar para invalidar a declaração de que o fraturamento hidráulico não provoca danos ambientais sistêmicos, John Cherry, especialista em contaminação subterrânea, advertiu que a EPA não dispõe um sistema atualizado de monitoramento de impactos e por isso não pode produzir conclusões muito sólidas sobre efeitos de longo prazo, e o próprio rascunho da EPA admitiu que houve contaminação em 25% das fontes de água no norte da Pensilvânia. David Dzombak, da Carnegie Mellon University, está conduzindo um painel independente para revisar o estudo. As companhias petrolíferas e outros grupos de interesse organizaram um movimento de intensa pressão política para abafar a polêmica.

### A desinformação do público e a discrepância entre a teoria e a prática
Diversos outros estudos confidenciais realizados pela EPA e outras agências, e divulgados pelo jornal New York Times, informam que, apesar da posição oficial e corporativa em geral favorável ao fraturamento hidráulico, os riscos são grandes e muitos danos já foram documentados, mas muitas vezes não são divulgados ao público, e noutras vezes os impactos são indevidamente minimizados. O estudo Confidential EPA Draft Document: National Enforcement and Compliance Strategy (2010), por exemplo, afirmou que "à medida que a exploração de petróleo e gás se aproxima de zonas urbanas e suburbanas, espera-se que os impactos sobre o ambiente e a saúde humana se agravem". Outro documento da EPA, EPA Briefing on Hydrofracking (2010), admitiu que a EPA não tem controle eficiente sobre todas as operações e sobre quais substâncias são adicionadas à água de fraturamento, não havendo regulamentação completa; que o tratamento dessas substâncias nem sempre atende aos requisitos de segurança; que muitos poços são construídos de maneira inadequada oferecendo riscos reais de contaminação, e concluiu que os impactos são provavelmente maiores do que os estimados nos estudos anteriores. Além disso, muitas companhias não disponibilizam publicamente os dados de suas atividades, e mesmo os estudos científicos muitas vezes têm uma circulação restrita, tornando difícil o conhecimento da realidade, especialmente pelo grande público. Um estudo da Union of Concerned Scientists encontrou que a rapidez do crescimento da indústria do fraturamento ultrapassou a capacidade dos legisladores e dos tomadores de decisão de se manterem atualizados sobre todas as possíveis consequências negativas desta atividade, fazendo com que criem leis ultrapassadas desde a nascença e sejam maus formadores de opinião, e alertou que a própria ciência ainda não conhece bem todas as implicações do processo. José Bové, deputado do Parlamento Europeu, disse em 2011 que a oposição ao fraturamento tem crescido na Europa em parte porque os governos têm permitido perfurações sem qualquer debate com a população, mas em muitos locais os protestos públicos têm impedido que a exploração continue. Os cientistas frequentemente sofrem pressão de companhias exploradoras e podem acabar sendo corrompidos, produzindo trabalhos destinados especificamente a favorecer os interesses do empresariado e criar dúvidas artificiais sobre os possíveis efeitos negativos, e até mesmo as denúncias de danos que levam a processos judiciais muitas vezes terminam em acordos de compensação sigilosos, que impedem a divulgação e conhecimento dos verdadeiros impactos.

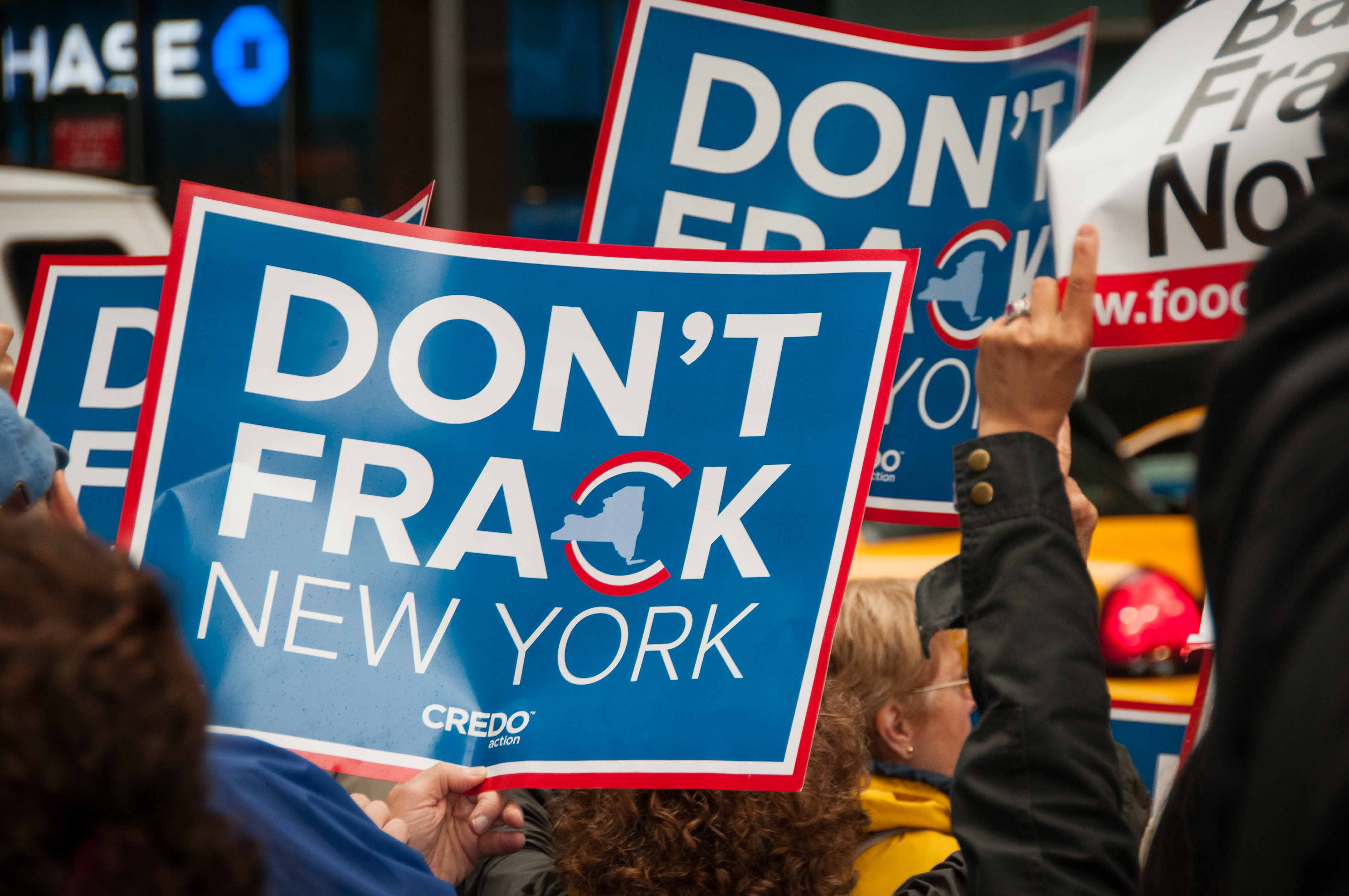
Ativistas protestando em Nova Iorque contra o fraturamento hidráulico

Ao mesmo tempo, as recomendações técnicas nem sempre são aplicadas, fazendo o fraturamento mais perigoso, na prática, do que prevê a teoria. Walter Hang, presidente da Toxics Targeting, disse que impactos sobre a saúde e o ambiente relacionados ao fraturamento hidráulico já foram relatados em pelo menos uma dúzia de estados norte-americanos. John H. Quigley, ex-secretário do Departamento de Conservação e Recursos Naturais da Pensilvânia, estado norte-americano que possui uma das maiores jazidas de gás natural do mundo, cujos poços são explorados em sua maciça maioria por fraturamento, admitiu que "ao mudarmos do carvão para o gás natural, estávamos tentando melhorar a qualidade do ar, mas ao mesmo tempo produzimos vastas quantidades de água de rejeito tóxica, contaminada com sais e materiais radioativos, e não é claro se temos um plano para tratar adequadamente esses resíduos". A água do fraturamento que retorna à superfície deveria ser tratada, mas poucos poços efetivam o tratamento, ou despejam a água usada em estações de tratamento convencionais que não têm condições de eliminar uma série de químicos perigosos, como os compostos radioativos. Como resultado, os níveis de radioatividade dos mananciais de água da Pensilvânia têm se mostrado, em alguns casos, centenas ou milhares de vezes superiores ao permitido pela legislação. Tipicamente, os comunicados oficiais das empresas exploradoras negam as acusações ou alegam que os achados científicos são errôneos ou não são preocupantes. Um inspetor do Departamento de Proteção Ambiental da Pensilvânia disse que o controle completo é impossível, pois os poços de exploração apenas neste estado são mais de 125 mil e a quantidade de resíduos que produzem é excessiva para que a estrutura dos organismos oficiais dê conta da tarefa, e acrescentou: "Se formos duros demais com as companhias, elas simplesmente podem parar de relatar seus erros". John Hanger, ex-secretário do mesmo Departamento, disse que é mais barato para as companhias despejar seu lixo tóxico nos rios e pagar as multas do que implantar estações de tratamento adequadas e cumprir a legislação.
Mesmo com todos os cuidados sendo tomados, sempre ocorrem acidentes inesperados. Um estudo conduzido pela Universidade de Duke sobre a situação em Dakota do Norte encontrou evidências de contaminação em larga escala e de caráter permanente em rios e outros mananciais de água, decorrente de acidentes ao longo do processo de fraturamento. Avner Vengosh, professor da Universidade, relatou que "a magnitude da exploração petrolífera em Dakota do Norte é impressionante. Mais de 9.700 poços foram abertos na década passada. Este desenvolvimento maciço produziu mais de 3.900 casos de vazamento, a maioria em dutos para transporte da água de fraturamento até locais de tratamento". Nancy Lauer, uma das autoras principais do estudo, afirmou que "ao contrário dos vazamentos de petróleo, que se decompõem no solo, esses vazamentos consistem de materiais inorgânicos, metais e sais que são resistentes à biodegradação. Eles não se decompõem, eles permanecem. Isso criou um legado de radioatividade em locais de exploração de petróleo". Em 2019 uma abrangente revisão da literatura analisou cerca de 1500 estudos publicados entre 2016 e 2018. Em 90,3% dos estudos foram apontados danos à saúde ou potenciais danos derivados do fracking. 69% apontaram contaminação ou potencial contaminação da água, 87% apontaram significativa emissão de poluentes atmosféricos, e 84% indicaram ameaças positivas à saúde ou possíveis ameaças. O estudo também afirmou que "não há evidências de que o fracking possa ser feito sem ameaçar a saúde pública diretamente ou sem ameaçar a estabilidade do clima, da qual a saúde pública depende". Outro estudo que revisou a principal bibliografia disponível, realizado pela Canadian Water Network em parceria com a Mount Royal University, chegou à seguinte conclusão:
"Existe um consenso sobre os principais riscos associados ao fracking. A despeito de algumas incertezas, formou-se um amplo consenso, com alguns riscos sendo sistematicamente qualificados como altos ou sendo repetidamente citados pelos especialistas. Esses riscos dizem respeito principalmente à poluição da água — em particular pelos vazamentos de químicos usados no fracking —, a uma compreensão insuficiente das características do subsolo e do processo de isolamento dos poços, à poluição atmosférica (incluindo gases estufa), bem como aos impactos localizados associados em particular ao transporte e ao uso da terra e da água. Outros riscos não são necessariamente qualificados como altos pelos especialistas, mas são altos na percepção pública. Este é o caso, por exemplo, dos riscos de atividade sísmica induzida e questões relativas à insuficiente informação sobre os produtos químicos usados".

## Regulamentação

### EUA
Nos EUA, o fracking goza atualmente de amplas isenções ambientais: a indústria de petróleo e gás, que utilizam o método, está isenta de cumprir as principais leis ambientais federais desde a aprovação do "Energy Policy Act of 2005" assinado pelo presidente George W. Bush. Estas leis federais abrangem importantes regulamentações como a defesa do direito ao ar e água limpas, a prevenção de substâncias tóxicas e a emissão de substâncias químicas no meio ambiente: entre as leis que o fraturamento hidráulico está desobrigado de cumprir encontram-se o Clean Air Act ("lei do ar limpo"), Safe Drinking Water Act (direito a água potável), National Environmental Policy Act (lei de política ambiental nacional) e o Resource Conservation and Recovery Act (lei da recuperação e conservação de recursos), entre outras.
Adicionalmente, o segredo comercial das empresas e outras isenções permitem às companhias de gás a não divulgar a   "fórmula" exata dos fluidos de injeção usados. Vários estados, dentre os quais, Colorado e Texas tem legislado a favor que a informação sobre a composição exata dos fluidos torne-se de domínio público.

### Outros países

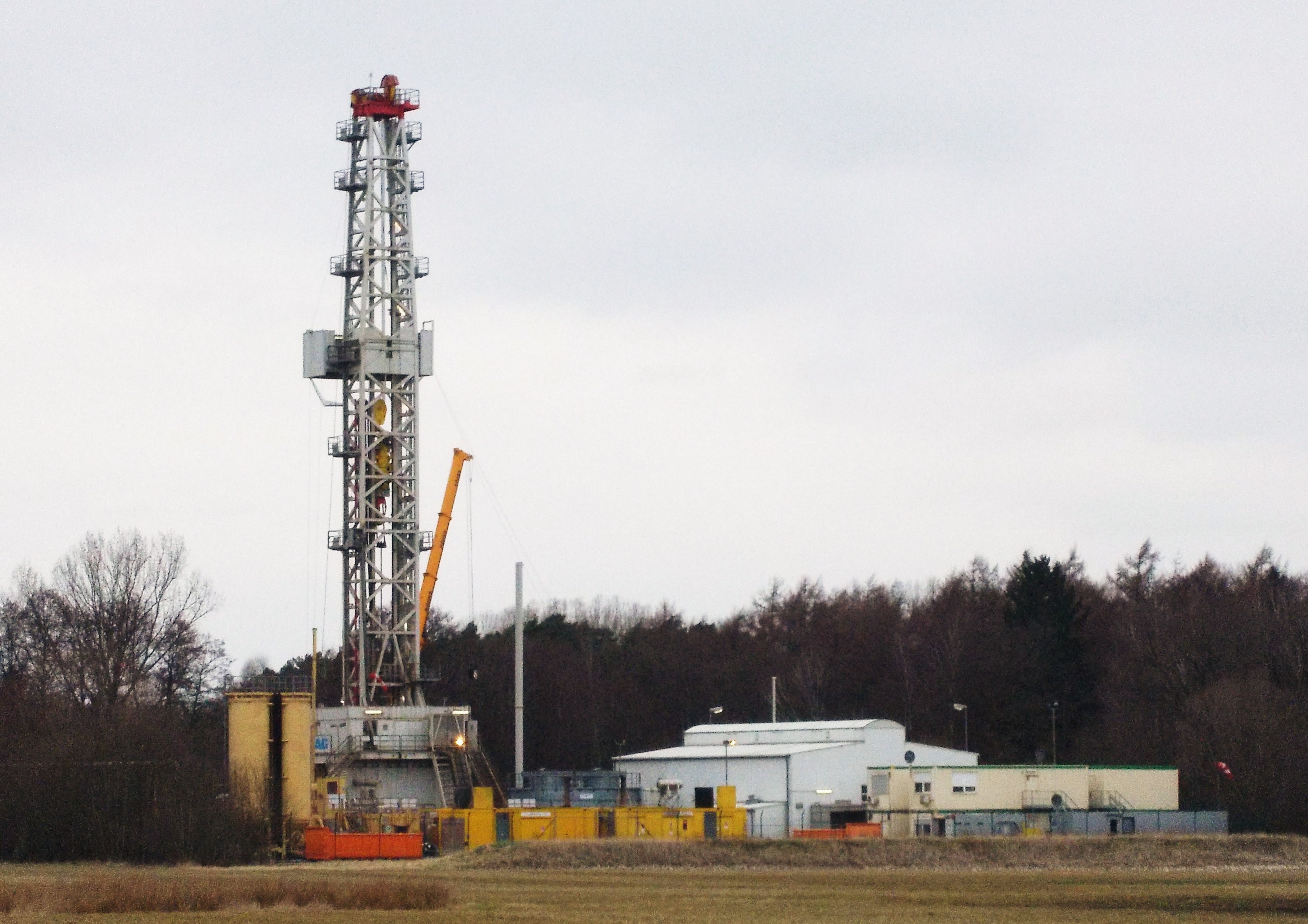
Poço da ExxonMobil, instalado na Alemanha, que faz uso do fraturamento hidráulico.

Uma declaração do Parlamento Europeu recomenda sua regulamentação e que os componentes empregados nos poços de perfuração sejam revelados ao público. O Parlamento proibiu seu uso em 2012. Na Espanha, embora a autônoma Cantábria tenha aprovado a lei que regula a proibição do fracking, o senado nacional aprovou uma lei de fornecimento elétrico na qual se incluem os processos de fraturamento hidráulico como opção para fornecer energia para Canárias, Baleares, Ceuta e Melilha. A esta iniciativa, somou-se a alteração da Ley de Conservación de la Naturaleza del País Vasco, que permite a exploração e exportação de hidrocarbonetos não convencionais.
Em Dezembro de 2012 o Reino Unido revogou a moratória de 18 meses que fora imposta a este método de extração e, começou a incentivar seu uso anunciando grandes isenções fiscais para estimular o fraturamento hidráulico, mas ao mesmo tempo levantou-se grande oposição entre os grupos ambientalistas.
A Índia também aprovou a exportação de gás de xisto após dois anos de estudos para sua política energética, e a Turquia começou a preparar-se para a exploração de combustíveis fósseis não convencionais.
Na América Latina o país que iniciou seu desenvolvimento foi a Argentina, na formação Vaca Muerta, situada na província de Neuquén. O país possui a segunda maior reserva de gás de xisto e a quarta maior de petróleo.
No Brasil a técnica começou a ser experimentada na década de 1990, muitas vezes de forma clandestina e ilegal. Apesar de a Agência Nacional do Petróleo reconhecer que existem riscos, que o conhecimento é insuficiente e que a polêmica é grande, e contrariando parecer técnico do Ministério do Meio Ambiente, da Associação Nacional dos Servidores da Carreira de Especialista em Meio Ambiente e da Associação Brasileira de Engenharia Sanitária e Ambiental, que junto com organizações ambientalistas previram uma série de danos ambientais, em 2013 o governo declarou intenção de viabilizar o fracking e o edital da 12ª Rodada de Licitações permitiu a exploração. O Ministério Público Federal, a Sociedade Brasileira para o Progresso da Ciência e a Academia Brasileira de Ciências solicitaram a anulação do leilão e a suspensão das concessões. Ações judiciais de âmbito regional foram impetradas com sucesso para suspender a exploração nos estados da Bahia, Acre, Alagoas, Sergipe, Paraná, Amazonas e em cinco blocos exploratórios na Bacia do Paraná localizados no oeste de São Paulo, praticamente interrompendo todas as atividades de fracking. Essa mobilização fez com que a 13ª Rodada de Licitações fosse um grande fracasso, com apenas 14% dos blocos de exploração arrematados. A regulamentação específica do fracking só ocorreu em 2014 através da Resolução Nº 21 da Agência Nacional do Petróleo, e mudanças já estão sendo estudadas. Grupos ambientalistas defendem a proibição definitiva do fracking em todo o território nacional.
Até 2013 o fraturamento hidráulico continuava proibido na França, assim como em alguns locais dos EUA, como Buffalo (estado de Nova Iorque) e Pittsburgh (Pensilvânia). Existem ainda, moratórias no Canadá e África do Sul.

## Mídia
O documentário Gasland (Reino Unido, 2010), de Josh Fox, Foi um dos primeiros a opôr-se frontalmente ao fracking, e em resumir as principais críticas contra este método de extração. Esta produção expôs os problemas de contaminação de aquíferos nas proximidades dos poços de extração em locais como Pensilvânia, Wyoming e Colorado. Energy in Depth, um lobby da indústria de petróleo e gás, questionou os fatos apresentados pelo filme. Em resposta, na página web de Gasland foi publicada uma refutação das afirmações feitas pelo grupo de lobby.
Exxon Mobil, Chevron Corporation e ConocoPhillips veicularam anúncios, entre 2011 e 2012, que descreviam os benefícios econômicos e ambientais do gás natural, argumentando que o fracking é uma técnica segura.
O filme Promised Land, apresentado por Matt Damon, trata do tema.
O episódio Fracked da 11ª temporada da série de televisão CSI: Crime Scene Investigation (2011) aborda o tema, demonstrando danos ao meio ambiente e a saúde humana causados pela tecnologia do fracking.
Em 21 de Abril de 2013, Josh Fox lançou Gasland 2, a continuação de seu documentário, onde afirma que o retrato feito pela indústria do gás natural, tratando de apresentar-se como uma alternativa limpa e segura ao petróleo é um mito: os poços de fracking acabam apresentando vazamentos a longo prazo, contaminando água e ar, prejudicando comunidades próximas e pondo em risco o clima devido às emissões de metano, importante gás de efeito estufa.
O episódio Opposites A-Frack da 26ª temporada do desenho animado Os Simpsons, originalmente exibido nos EUA em 2 de novembro de 2014 pela FOX, mostra os possíveis efeitos negativos do fracking.

## Orefracking
Uma variante da técnica é denominada "refracking", aplicada em poços que tiveram uma grande queda de produtividade ou foram dados como esgotados. Junto com água e produtos químicos, são injetados minúsculos glóbulos de plástico, que selam as fraturas que têm pressão menor, e como resultado a pressão total no poço aumenta, facilitando a mobilização de material que antes não pudera ser extraído.
O potencial econômico é grande, há milhares de poços que teoricamente poderiam ser revitalizados e produzir mais; o custo da aplicação é relativamente baixo e a produtividade em alguns poços no primeiro ano é quase a mesma de poços de primeira perfuração, mas não é muito claro se esse potencial chegará a se consolidar no longo prazo. Assim como o fracking, o refracking produz matéria-prima para mais poluição e mais aquecimento global, e por isso há uma crescente resistência ao uso dos combustíveis fósseis. Além disso, o processo no geral é menos controlável que o fracking, há aspectos ainda mal conhecidos, o consumo de água em geral é maior, a necessidade de químicos adicionais pode ser igual ou maior, a técnica nem sempre funciona conforme o esperado, na média os poços revitalizados só rendem bem nos primeiros um ou dois anos, e o processo gera maior atividade industrial com potencial de impactos ambientais e conflitos com a população. São poucos os estudos científicos sobre o refracking, e seu impacto real ainda é mal conhecido.

## Filmografia
- Gasland (2010), documentário de Josh Fox.